# 美國著作權局

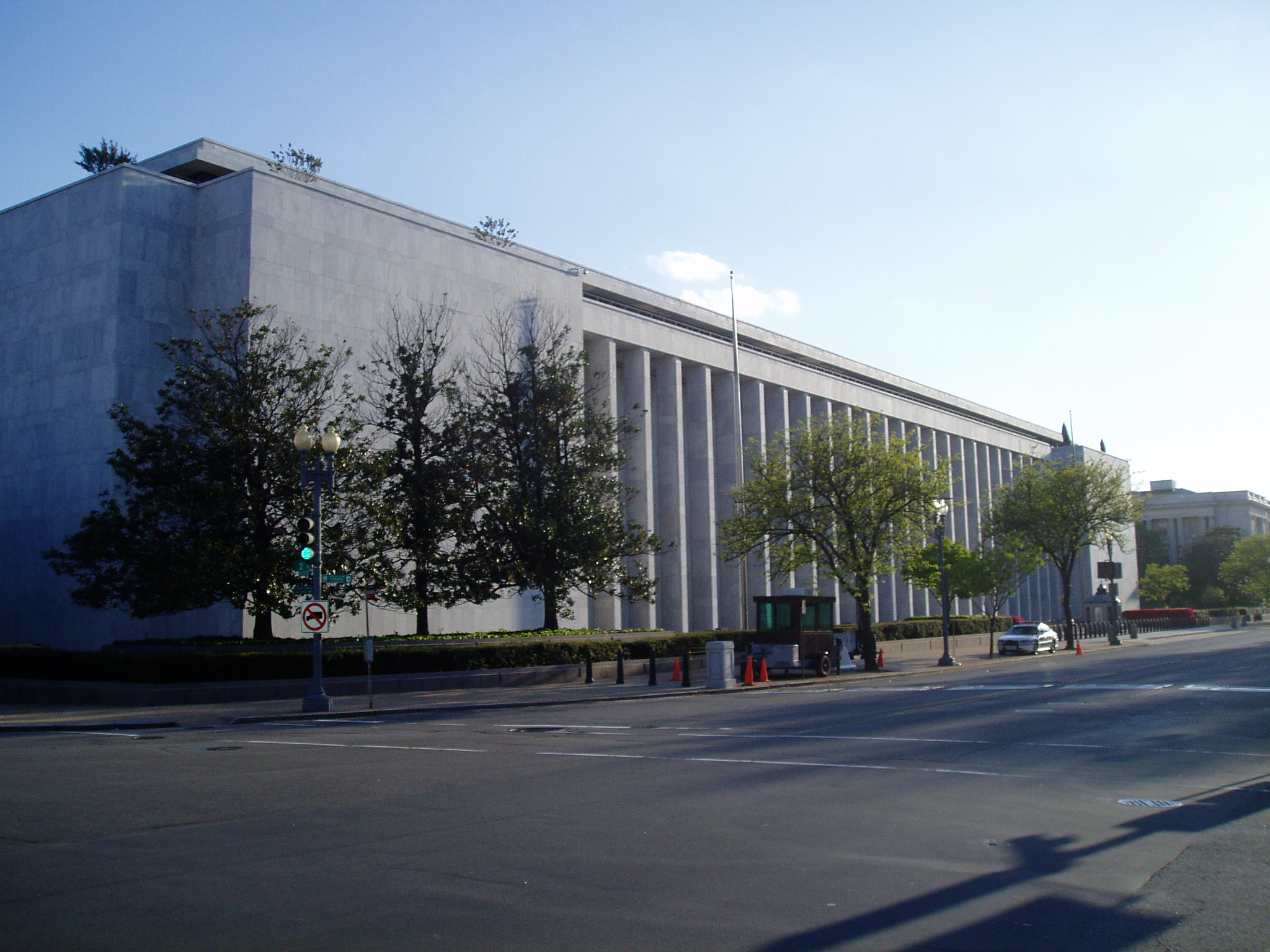
美國著作權局辦公室所在地詹姆斯·麥迪遜紀念大樓。

美國著作權局（又稱美國版權局）為美國國會圖書館的一部份，為官方美國政府主體機構，主管美國著作權登記紀錄的保存，範圍擴及著作權目錄。
美國著作權局的最高首長稱為局長，其辦公室位於華盛頓哥倫比亞特區詹姆斯·麥迪遜紀念大樓4樓。

## 外部連結
- 维基文库中的相關文獻：Portal:United States Copyright Office
- 美國著作權局官方網站 （页面存档备份，存于）
- 聯邦公報中的著作權局 （页面存档备份，存于）
- United States Copyright Office, A Brief Introduction and History （页面存档备份，存于）
- Early Copyright Records Collection at the Library of Congress （页面存档备份，存于）
- 美國著作權局的作品  - 古騰堡計劃
- 互联网档案馆中美國著作權局的作品或与之相关的作品
- 來自美國著作權局的LibriVox公共領域有聲讀物